# Carduus acanthoides
Il cardo branca-orsina (nome scientifico Carduus acanthoides L. 1753)  è una pianta erbacea angiosperma dicotiledone bienne dai grandi capolini violacei, solitari, molto spinosa, appartenente alla famiglia delle Asteraceae.

## Etimologia
Il nome del genere (Carduus) deriva dal latino (= “cardo” in italiano) che a sua volta potrebbe derivare da una parola greca il cui significato si avvicina al nostro vocabolo “rapare”; ma altre ricerche farebbero derivare da un'altra radice, sempre greca, “ardis” (= “punta dello strale”), alludendo ovviamente alla spinosità delle piante di questo genere. L'epiteto specifico (acanthoides) significa “apparire come le spine dell'Acanto” e fa riferimento al suo tipico aspetto.

Il binomio scientifico attualmente accettato (Carduus acanthoides) è stato proposto da Carl von Linné (Rashult, 23 maggio 1707 –Uppsala, 10 gennaio 1778), biologo e scrittore svedese, considerato il padre della moderna classificazione scientifica degli organismi viventi, nella pubblicazione “Species Plantarum” del 1753.

## Descrizione

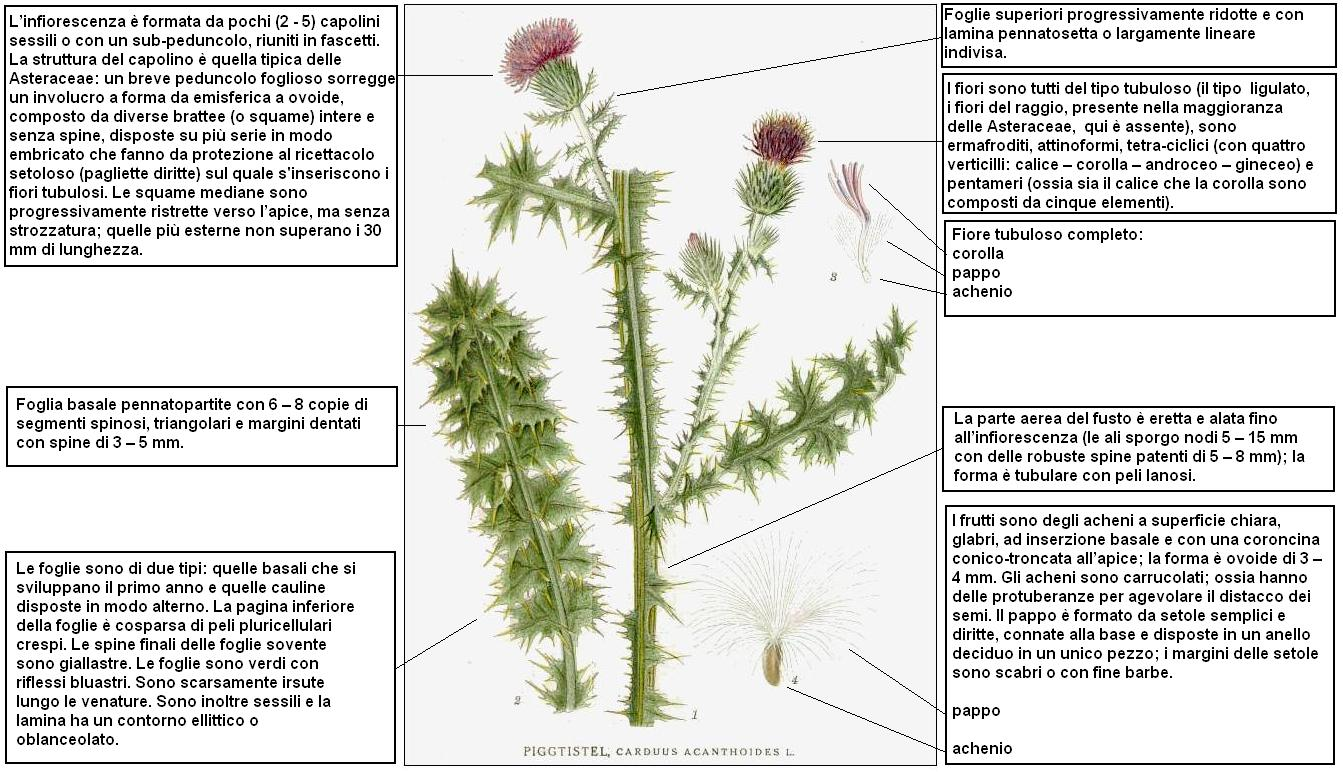
Descrizione delle parti della pianta

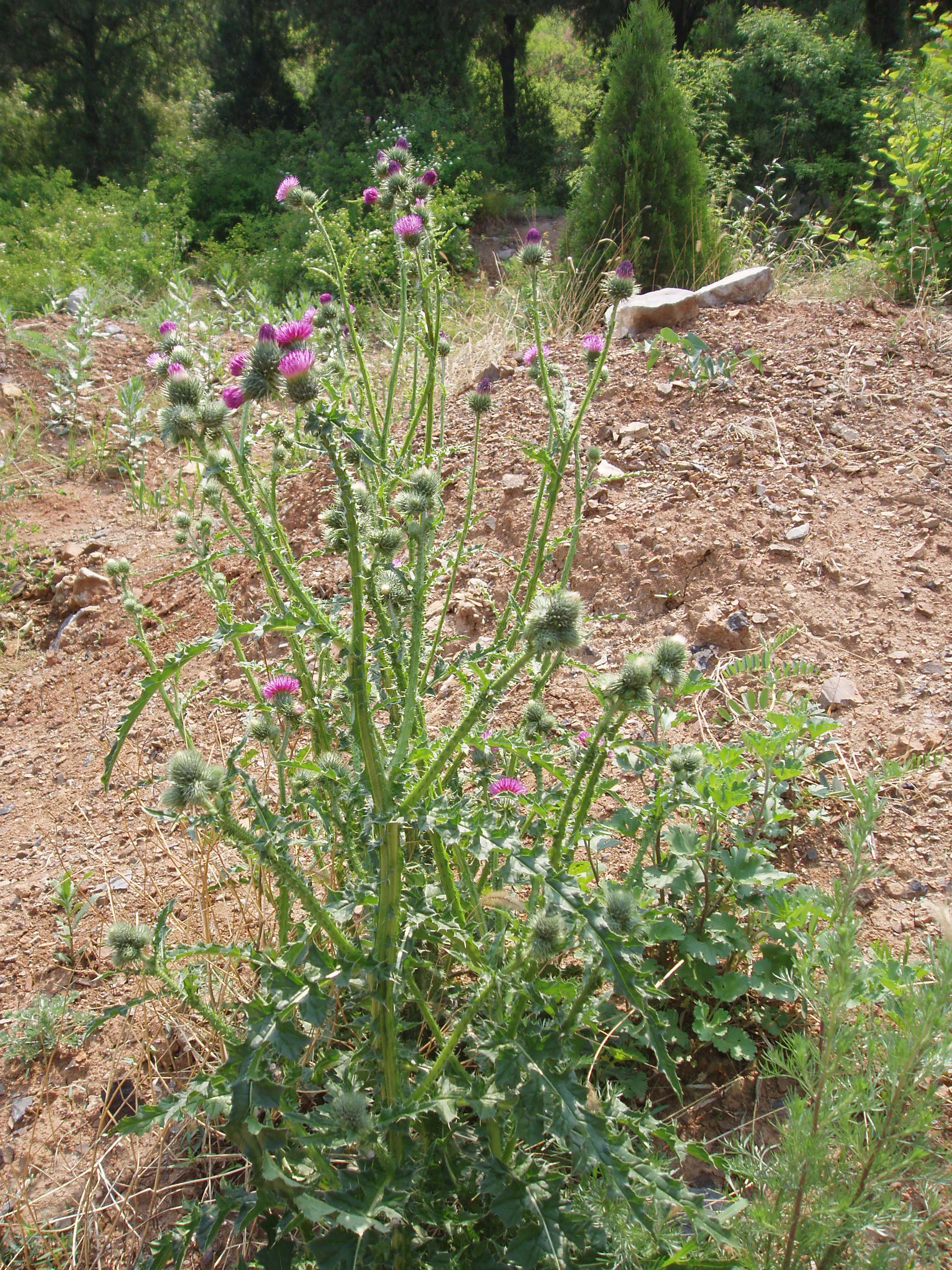
Il portamento

È una pianta eretta che può raggiungere dai 5 ai 15 dm e oltre di altezza. La forma biologica della specie è emicriptofita bienne (H bienn); ossia sono piante perennanti per mezzo di gemme poste al suolo con un ciclo di crescita biennale: significa che il primo anno produce al più una bassa rosetta basale di foglie, mentre il secondo anno fiorisce completamente. In queste piante le spine sono molte e presenti sia sul fusto che sulle foglie.

### Radici
Le radici sono grosse e servono anche da ancoraggio oltre che da alimentazione.

### Fusto
La parte aerea del fusto è eretta e alata fino all'infiorescenza (le ali sporgono di 5 – 15 mm con delle robuste spine patenti di 5 – 12 mm); la forma del fusto è tubolare con peli lanosi.

### Foglie

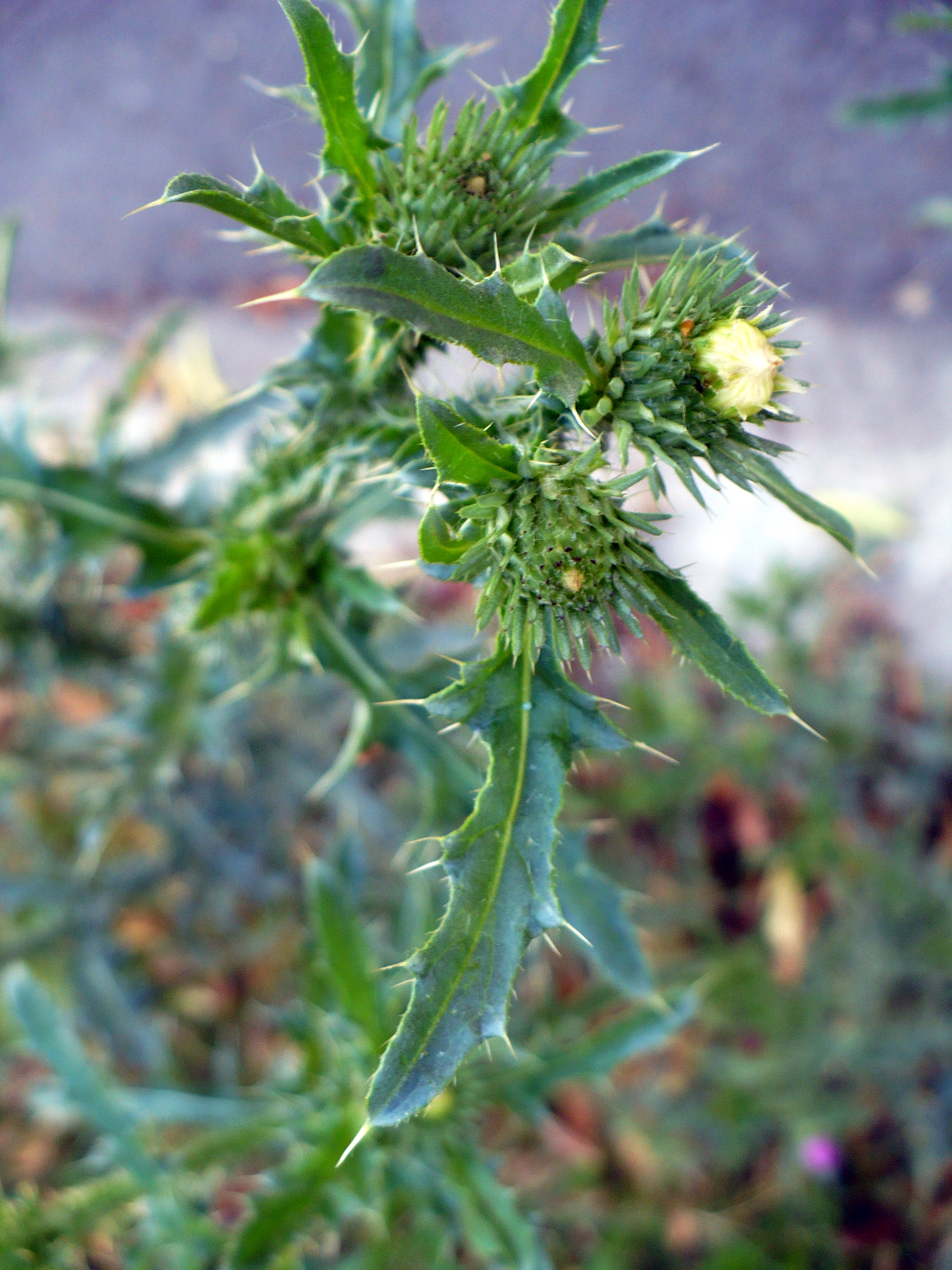
Le foglie

Le foglie sono di due tipi: quelle basali che si sviluppano il primo anno e quelle cauline disposte in modo alterno. La pagina inferiore della foglie è cosparsa di peli pluricellulari crespi. Le spine finali delle foglie sovente sono giallastre. Le foglie sono verdi con riflessi bluastri. Sono sparsamente irsute lungo le venature. Sono inoltre sessili e la lamina ha un contorno ellittico o oblanceolato. 
- Foglie basali: sono pennatopartite con 6 – 8 copie di segmenti spinosi, triangolari e margini dentati con spine di 3 – 5 mm.
- Foglie cauline: quelle superiori sono progressivamente ridotte e con lamina pennatosetta o largamente lineare indivisa.

Dimensione delle foglie: larghezza 2,5 – 3 cm (massimo 8 cm); lunghezza 10 – 13 cm (massimo 25 cm).

### Infiorescenza

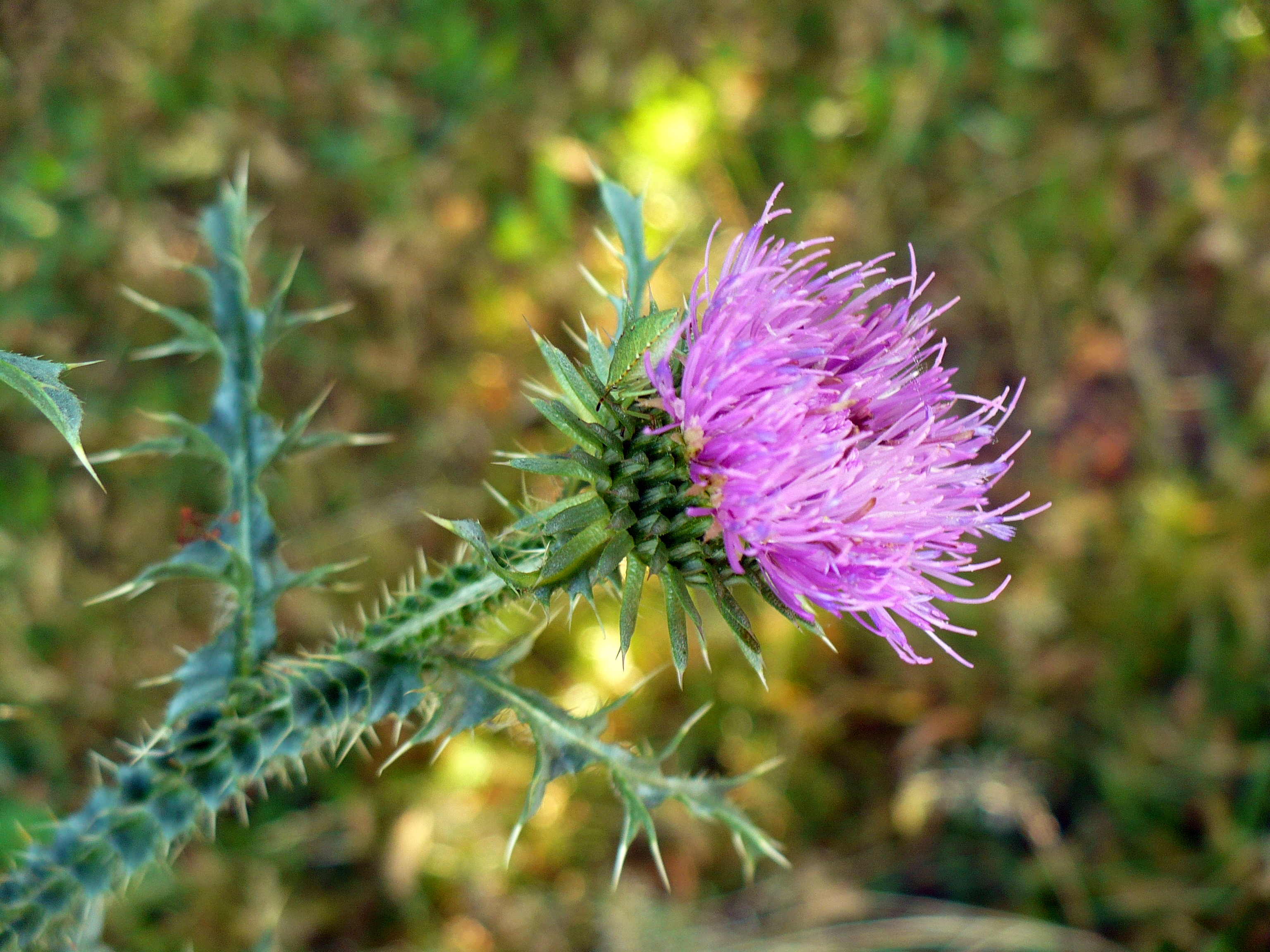
Infiorescenza

L'infiorescenza è formata da pochi (2 - 4) capolini sessili o con un sub-peduncolo, riuniti in fascetti. La struttura del capolino è quella tipica delle Asteraceae: un breve peduncolo foglioso sorregge un involucro a forma da emisferica a ovoide, composto da diverse brattee (o squame) intere e senza spine, disposte su più serie in modo embricato che fanno da protezione al ricettacolo setoloso (pagliette diritte) sul quale s'inseriscono i fiori tubulosi. Le squame mediane sono progressivamente ristrette verso l'apice, ma senza strozzatura; quelle più esterne non superano i 30 mm di lunghezza e sono diritte o debolmente deflesse. Dimensione dell'involucro: larghezza 1,5 cm; lunghezza 2 cm. Diametro dei capolini: 2,5 – 3,5 cm. Dimensioni delle squame mediane: larghezza 1 – 1,5 mm; lunghezza 14 – 18 mm. 

### Fiore
I fiori sono tutti del tipo tubuloso (il tipo ligulato, i fiori del raggio, presente nella maggioranza delle Asteraceae,  qui è assente), sono ermafroditi, attinoformi, tetra-ciclici (con quattro verticilli: calice – corolla – androceo – gineceo) e pentameri (ossia sia il calice che la corolla sono composti da cinque elementi).
- Formula fiorale :

- /x K {\displaystyle \infty }, [C (5), A (5)], G 2 (infero), achenio

- Calice: i sepali del calice sono ridotti ad una coroncina di squame.
- Corolla: la corolla ha una forma cilindrica (tubolare) terminante con 5 profondi lobi; il colore è violetto-purpureo. Lunghezza della corolla: 17 – 18 mm (di cui 8 mm di tubo).
- Androceo: gli stami sono 5 con filamenti liberi, papillosi e pubescenti; le antere sono saldate fra di loro e formano un manicotto circondante lo stilo; sono inoltre caudate alla base.
- Gineceo: l'ovario è infero e uniloculare formato da 2 carpelli; lo stilo è unico con uno stimma terminale lungamente bifido e glabro. All'apice dello stilo è presente un ciuffo di peli. La superficie stigmatica è localizzata nella parte interna dello stilo.[14]
- Fioritura: da giugno a luglio (ottobre).

### Frutti
I frutti sono degli acheni a superficie chiara, glabri, ad inserzione basale e con una coroncina conico-troncata all'apice; la forma è ovoide di 3 – 4 mm. Gli acheni sono carrucolati; ossia hanno delle protuberanze per agevolare il distacco dei semi. Il pappo è formato da setole semplici e diritte, connate alla base e disposte in un anello deciduo in un unico pezzo; i margini delle setole sono scabri o con fine barbe. Lunghezza delle setole del pappo: 11 – 13 mm.

## Biologia
- Impollinazione: l'impollinazione avviene tramite insetti (impollinazione entomogama).
- Riproduzione: la fecondazione avviene fondamentalmente tramite l'impollinazione dei fiori (vedi sopra).
- Dispersione: i semi cadendo a terra (dopo essere stati trasportati per alcuni metri dal vento per merito del pappo – disseminazione anemocora) sono successivamente dispersi soprattutto da insetti tipo formiche (disseminazione mirmecoria).

## Distribuzione e habitat
.

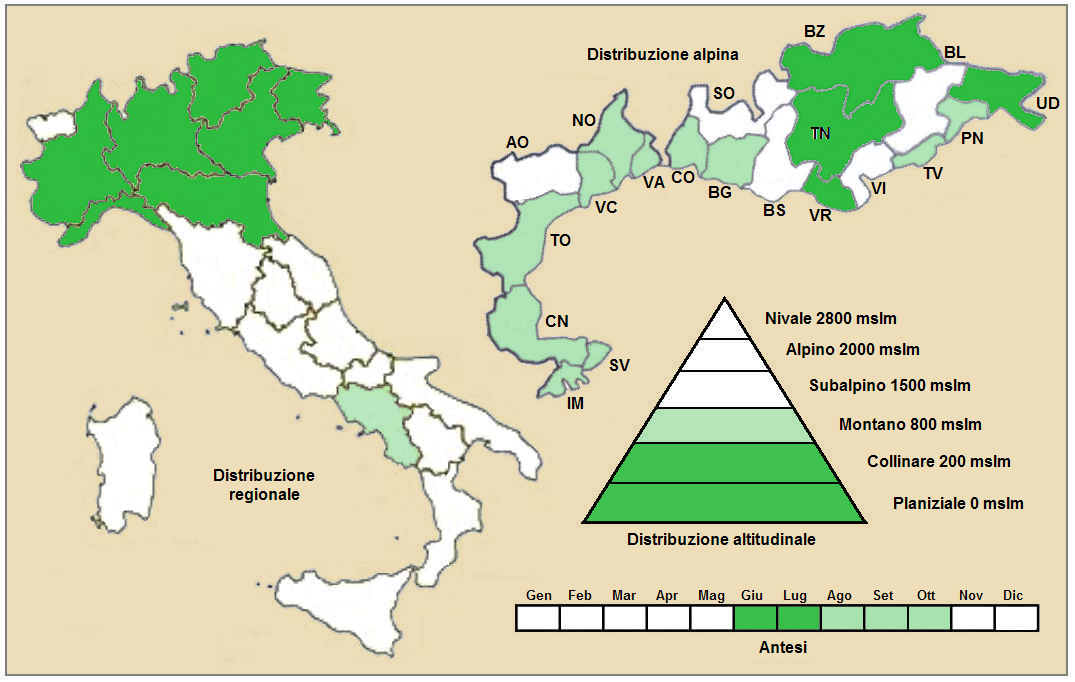
Distribuzione della pianta
(Distribuzione regionale – Distribuzione alpina)

- Geoelemento: il tipo corologico (area di origine) è Sud Europeo / Caucasico.
- Distribuzione: in Italia è presente solamente al nord, ma è considerata specie rara. Nelle Alpi si trova soprattutto nella parte orientale. Oltreconfine, sempre nelle Alpi, si trova in Francia (dipartimenti di Alpes-de-Haute-Provence, Hautes-Alpes, Alpes-Maritimes, Drôme e Alta Savoia), in Austria e in Slovenia. Sugli altri rilievi europei si trova nei Monti Balcani e nei Carpazi.[17] Oltre all'Europa è presente anche in Asia; mentre è naturalizzata in America e Australia.[18][19]
- Habitat: l'habitat tipico per questa specie sono le zone ruderali e gli incolti. Il substrato preferito è sia calcareo che siliceo con pH neutro, alti valori nutrizionali del terreno che deve essere secco.
- Distribuzione altitudinale: sui rilievi queste piante si possono trovare dal piano fino a 1100 m s.l.m.; frequentano quindi i seguenti piani vegetazionali: collinare e in parte quello montano (oltre a quello planiziale – a livello del mare).

### Fitosociologia

#### Areale alpino
Dal punto di vista fitosociologico alpino Carduus acanthoides appartiene alla seguente comunità vegetale:
Formazione: delle comunità perenni nitrofile
Classe: Artemisietea vulgaris
Ordine: Onopordetalia acanthii

#### Areale italiano
Per l'areale completo italiano Carduus acanthoides appartiene alla seguente comunità vegetale:
- Macrotipologia: vegetazione erbacea sinantropica, ruderale e megaforbieti.

- Classe: Artemisietea vulgaris Lohmeyer, Preising & Tüxen ex Von Rochow, 1951

- Ordine: Onopordetalia acanthii Br.-Bl. & Tüxen ex Klika in Klika & Hadač, 1944

- Alleanza: Onopordion acanthii Braun-Blanq.in Braun-Blanq., Gajewski, Wraber & Walas, 1936

Descrizione: l'alleanza Onopordion acanthii è relativa alle comunità antropiche (pioniere ruderali e nitrofile) formata dai grandi cardi (generi Onopordum, Carduus, Cirsium e altri) a ciclo biologico annuale, biennale o perenne con portamento a rosetta a fioritura tardo-invernale o estiva e con un microclima temperato (variabile da subcontinentale a submediterraneo). Il terreno sul quale si sviluppa questa comunità deve essere rimosso e non umido. La distribuzione di questa alleanza è soprattutto nell’Europa continentale (Ucraina, Ungheria e Monti Balcani) con diffusione in tutto il resto dell’Europa. In Italia l’alleanza è localizzata sulle Alpi e nelle porzioni subcontinentali degli Appennini.
Specie presenti nell'associazione: Ballota nigra, Artemisia vulgaris, Achillea millefolium, Artemisia absinthium, Carduus nutans, Nepeta cataria, Elytrigia repens e Onopordum acanthium.

## Tassonomia
La famiglia di appartenenza di questa voce (Asteraceae o Compositae, nomen conservandum) probabilmente originaria del Sud America, è la più numerosa del mondo vegetale, comprende oltre 23.000 specie distribuite su 1.535 generi, oppure 22.750 specie e 1.530 generi secondo altre fonti (una delle checklist più aggiornata elenca fino a 1.679 generi). La famiglia attualmente (2021) è divisa in 16 sottofamiglie.
La tribù Cardueae è una delle 4 tribù della sottofamiglia. La tribù Cardueae a sua volta è suddivisa in 12 sottotribù (la sottotribù Carduinae è una di queste).  Il genere Carduus elenca 92 specie distribuite in Eurasia e parte in Africa del nord, delle quali una ventina sono presenti spontaneamente sul territorio italiano.

### Filogenesi
Il genere di questa voce è inserito nel gruppo tassonomico della sottotribù Carduinae. In precedenza provvisoriamente era inserito nel gruppo tassonomico informale "Carduus-Cirsium Group". La posizione filogenetica di questo gruppo nell'ambito della sottotribù è abbastanza vicina al "core" della sottotribù (con il genere Cirsium forma un "gruppo fratello") e dalle analisi molecolari è stato calcolato in 7,2 milioni di anni fa la separazione di questo genere dal resto del gruppo.
Il numero cromosomico di C. acanthoides è: 2n = 16, 20 e 22.
I caratteri distintivi di questa specie nell'ambito del genere sono:
- la forma dell'involucro varia da emisferico a ovoide;
- le brattee involucrali medie sono progressivamente ristrette dalla base all'apice (non è presente la strozzatura);
- le brattee involucrali esterne sono diritte (appena deflesse);
- il pappo è lungo 8 – 13 mm.

Questi caratteri sono condivisi con le seguenti specie (tra parentesi sono indicati alcuni caratteri distintivi della specie):
- Carduus carduelis (L.) Gren., 1864  (le brattee involucrali esterne sono curve; le foglie basali hanno 6 - 8 segmenti per lato; gli acheni sono verrucosi).
- Carduus personata (L.) Jacq., 1776 (le brattee involucrali esterne sono curve; le foglie basali hanno 4 - 6 segmenti per lato; gli acheni sono lisci).
- Carduus crispus L., 1753  (le spine sono deboli e brevi; il diametro dei capolini è di 15 – 25 mm; la superficie degli acheni è liscia).

### Variabilità
Per questa specie è indicata una sola sottospecie (non presente in Italia e non riconosciuta da tutte le checklist):
- Carduus acanthoides subsp. sintenisii Kazmi, 1964 - Distribuzione: Anatolia.

### Ibridi
Questa specie si ibrida facilmente (caratteristica comune a tutto il genere). Nell'elenco seguente sono indicati alcuni ibridi interspecifici:
- Carduus × aestivalis Arènes, 1943 - Ibrido con Carduus nigrescens subsp. australis (Nyman) Greuter
- Carduus × conrathii Hayek, 1912 - Ibrido con Carduus personata (L.) Jacq.
- Carduus × grassensis Briq. & Cavillier in Burnat, 1931 - Ibrido con Carduus tenuiflorus Curtis
- Carduus × leptocephalus Peterm., 1849 - Ibrido con Carduus crispus L.
- Carduus × orthocephalus Wallr., 1840 - Ibrido con Carduus nutans L.
- Carduus × schultzeanus Ruhmer in Eichl., 1881 - Ibrido con Carduus defloratus L.
- Carduus × verlotii Arènes, 1949 - Ibrido con Carduus aurosicus Vill.

### Sinonimi
Questa entità ha avuto nel tempo diverse nomenclature. L'elenco seguente indica alcuni tra i sinonimi più frequenti:
- Carduus acanthifolius Salisb., 1796, non Lam. 
- Carduus acanthoides f. acanthoides
- Carduus acuminatus
- Carduus axillaris Gaudin, 1829
- Carduus camporum Boiss., 1856
- Carduus crispus Huds.
- Carduus crispus var. litiginosus Gren. & Godr.
- Carduus fortior Klokov
- Carduus martrinii Martrin-Donos
- Carduus medius subsp. martrinii (Martrin-Donos) Kazmi
- Carduus murfatlarii Nyár. & Prodan
- Carduus polyacanthos
- Carduus polyacanthus Schreb.
- Carduus polyanthos Schreb.
- Carduus ruderalis Tausch ex Nyman
- Carduus sinuatus Gilib.
- Carduus thessalus Boiss. & Heldr.
- Carduus velebiticus Borbás
- Carlina pyrenaica L., 1753

### Specie simili
Tutti i cardi sono molto simili tra di loro. Nell'elenco sottostante sono indicate alcune specie principalmente abitatrici dell'arco alpino con le caratteristiche più differenti rispetto alla specie di questa voce:
- Carduus personata (L.) Jacq. - Cardo bardana: il fusto è ampiamente ramoso con diversi capolini terminali; le foglie superiori hanno la lamina ben sviluppata.
- Carduus crispus L. - Cardo crespo: la pagina inferiore delle foglie è cosparsa di peli unicellulari lisci; le spine in genere sono più deboli.
- Carduus defloratus L. - Cardo decapitato: il fusto non è alato e il capolino è solitario e incurvato appena sotto l'infiorescenza; le foglie sono glabre a lamina lanceolata e bordi interi percorsi da deboli spine.
- Carduus tenuiflorus Curtis - Cardo a capolini gracili: il fusto ha delle spine robuste; i capolini hanno un involucro cilindrico e sono riuniti in un numero maggiore (da 3 a 8, fino a 12); le squame mediane sono glabre.
- Carduus pycnocephalus L. - Cardo a capolini densi: il fusto ha delle spine robuste; i capolini hanno un involucro cilindrico allungato e sono riuniti in un numero maggiore; le squame mediane sono cigliate sui bordi.
- Carduus nutans L. - Cardo pendente: le squame mediane dell'involucro presentano nella zona mediana una strozzatura; i capolini sono inclinati.

## Altre notizie
Il cardo falso acanto in altre lingue viene chiamata nei seguenti modi:
- (DE)  Weg-Distel
- (FR)  Chardon faux acanto
- (EN)  Welted Thistle